# Kees Kwant

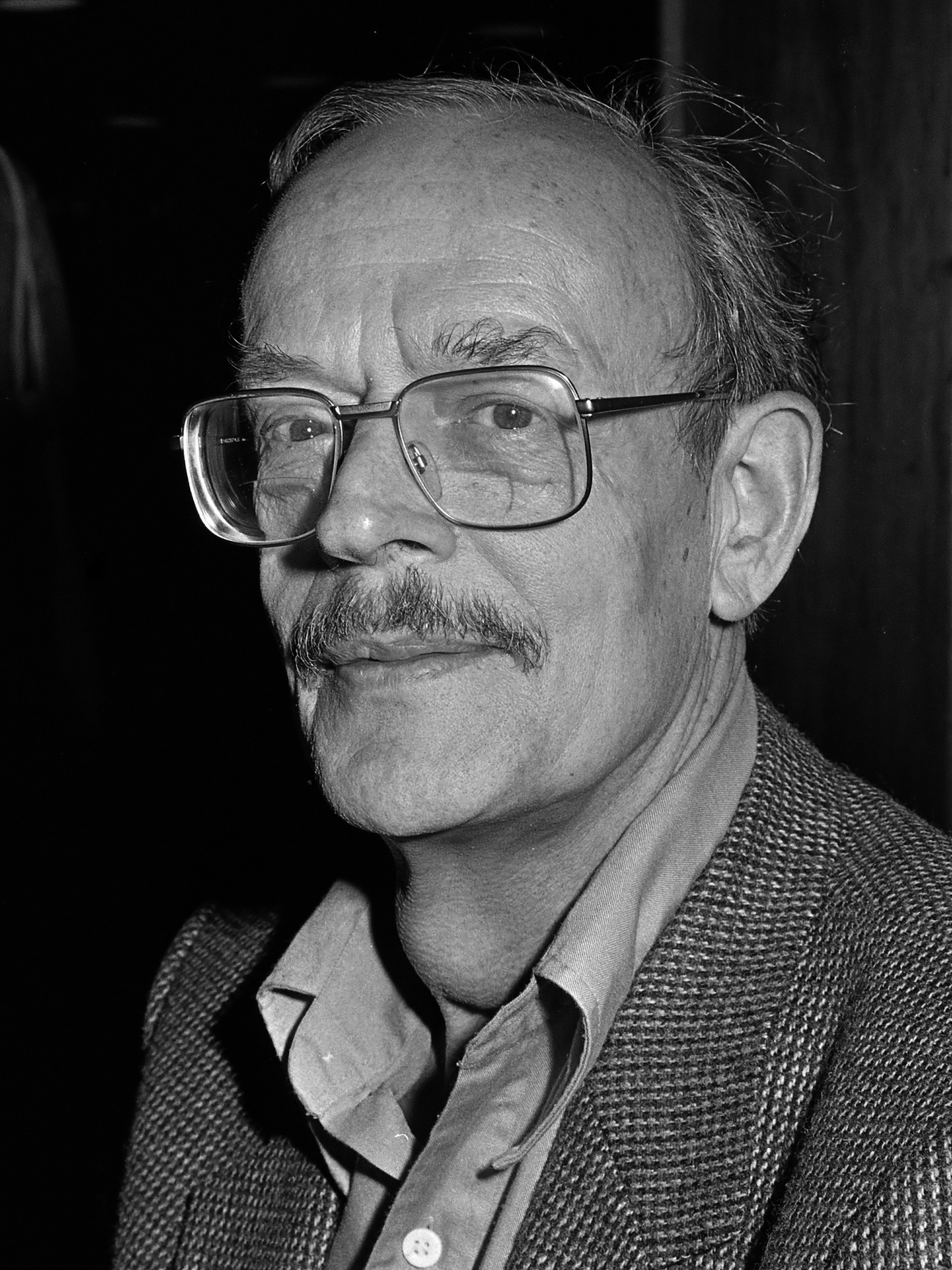
Kees Kwant (1984)

Remigius Cornelis (Kees) Kwant (Warmenhuizen, 14 januari 1918 - Bilthoven, 17 januari 2012) was een Nederlandse filosoof, voorheen Augustijn, die vooral vanuit een fenomenologische en marxistische inspiratie geboeid was door vraagstukken van met name de sociale filosofie.

Hij trad toe tot de Augustijnen in Eindhoven. Theologiestudie en priesterwijding volgden in Rome. In 1945 promoveerde hij aldaar op een metafysische dissertatie, De gradibus entis. Vervolgens werd hij seminariedocent in Eindhoven, in het gevolg waarvan hij zijn filosofiestudies kon verdiepen te Leuven en Parijs (met name bij Maurice Merleau-Ponty en Jean Hyppolite). Hij hernam dan het docentschap bij zijn Eindhovense confraters. Vanaf 1961 was hij vanwege de Radboudstichting bijzonder hoogleraar aan de Rijksuniversiteit Utrecht. In 1970 hing hij zijn froque aan de wilgen, en ging hij door als wetenschappelijk hoofdmedewerker te Utrecht.

## Uitspraak
"In de auto kwam plotseling de idee bij mij op dat God zelf een projectie is. Normaal denk je: de ware God zit erachter. Je hebt een denkbeeldige God die dit wil en dat wil, maar daarachter zit de ware God, het mysterie. En toen dacht ik: het is zelf een projectie, ik zit te vechten met niets. Ik ben inmiddels atheïst, probleemloos."

## Boekpublicaties (sel.)
- De gradibus entis (Proefschrift, Parijs, 1946)
- Idealisme en christendom (Utrecht, 1947)
- Het arbeidsbestel (Utrecht/Antwerpen 1957)
- De wijsbegeerte van Karl Marx (Utrecht, 1961)
- De fenomenologie van Merleau-Ponty (Utrecht, 1962)
- Mens en kritiek : een analyse van de functie van de kritiek in het menselijke bestaan (Utrecht, 1962)
- Fenomenologie van de taal (Utrecht, 1963)
- Sociale filosofie (Utrecht, 1963)
- Filosofie van de arbeid (Antwerpen, 1964)
- Mens en geweld (Den Haag, 1964)
- Leven en eindigheid : een psychogerontologische studie, met J. Munnichs en P. Thung (Utrecht, 1965)
- De stemmen van de stilte : Merleau-Ponty's analyse van de schilderkunst (Hilversum, 1966)
- De sociale situatie van de intellectueel (Den Bosch, 1967)
- Mens en expressie : in het licht van de wijsbegeerte van Merleau-Ponty (Utrecht, 1968, e.v.)
- Apartheid en arbeidsbestel in Zuid-Afrika, met G.A. Kooy en Willem Albeda (Bussum, 1969)
- Persoon en structuur (Alphen a/d Rijn, 1971)
- Gevangen in eigen net : het vraagstuk van het mediumdeterminisme (Alphen a/d Rijn, 1972)
- Arbeid, arbeids-ethos, inkomensverdeling, met Jan Tinbergen en P.J. Roscam Abbing (Den Haag, 1975)
- De visie van Marx (Meppel, 1975, e.v.)
- Waarheidscrisis : eternalisering, kapitalisering en afschrijving van weten (Haarlem, 1975)
- Maatschappijkritiek : verkenning van het verschijnsel maatschappijkritiek, met D.J. van Houten (Alphen a/d Rijn, 1976)
- Filosoferen : gangbare vormen van wijsgerig denken, samen met Samuel IJsseling (Alphen a/d Rijn, 1977)
- Structuralisten en structuralisme (Alphen a/d Rijn, 1978)
- Mensbeelden : filosofie in een pluriforme samenleving (Alphen a/d Rijn, 1978)
- Het sociologisch perspectief : een ontmoeting met de sociologische benaderingswijze, met P.E.J. Buiks, Gerard van Tillo, e.a. (Assen, 1981, e.v.)
- Cultuursociologie : een perspectief op cultuurvorming, cultuurbeweging en cultuurbeleid, met P.E.J. Buiks (Alphen a/d Rijn, 1981)
- Arbeid nu en in de toekomst, met P.-A. Cornelis (Nijkerk, 1982)
- Werkloosheid als uitdaging : naar een arbeidsbestel van baanwerkers en uitkeringswerkers (Amersfoort, 1983)
- Mensbeeld als referentiekader (Amersfoort, 1986)

Redes:
- Subject en zin : rede (Inaugurele rede, Utrecht, 1961)
- Dat doe je gewoon? Vrijwilligerswerk in sociaal, cultureel & economisch perspectief (De Balie, Amsterdam, 1987)